# Knud Erik Skou
Knud Erik Skou (født 4. september 1926 i Holstebro, død 11. juni 2014) var en dansk maler.
Uddannet på Kunstakademiet i København hos Olaf Rude og Niels Lergaard 1954-64
Skou var i 1980erne både medstifter af og deltager i kunstnergrupperne Zodiac, Vinduet og Ørregruppen.